# Notagonum
Notagonum is een geslacht van kevers uit de familie van de loopkevers (Carabidae). De wetenschappelijke naam van het geslacht is voor het eerst geldig gepubliceerd in 1952 door Darlington.

## Soorten
Het geslacht Notagonum omvat de volgende soorten:
- Notagonum addendum Darlington, 1952
- Notagonum aitape Darlington, 1952
- Notagonum albertisi (Maindron, 1906)
- Notagonum altum Darlington, 1952
- Notagonum ambulator Darlington, 1971
- Notagonum anceps (Jedlicka, 1934)
- Notagonum angulum Darlington, 1952
- Notagonum angustellum Darlington, 1952
- Notagonum anops (Jedlicka, 1934)
- Notagonum astrum Darlington, 1971
- Notagonum caritum Darlington, 1970
- Notagonum chathamense (Broun, 1909)
- Notagonum circumdatum (Andrewes, 1930)
- Notagonum crenulipenne Baehr, 2010
- Notagonum curiosum Darlington, 1971
- Notagonum darlingtoni Baehr, 2010
- Notagonum delaruei Liebherr, 2005
- Notagonum dentellum Darlington, 1952
- Notagonum devosi Baehr, 2010
- Notagonum drescheri Louwerens, 1956
- Notagonum exactum Darlington, 1971
- Notagonum excisipenne Baehr, 2010
- Notagonum externum Darlington, 1952
- Notagonum feredayi (Bates, 1874)
- Notagonum fuscipes Baehr, 2010
- Notagonum garainae Baehr, 2010
- Notagonum gibbum Darlington, 1952
- Notagonum gorokae Baehr, 2010
- Notagonum hamatum Baehr, 2010
- Notagonum ilagae Baehr, 2010
- Notagonum inerme (Andrewes, 1937)
- Notagonum iridius Darlington, 1952
- Notagonum kitchingi Baehr, 2010
- Notagonum lackneri Baehr, 2010
- Notagonum lafertei (Montrouzier, 1860)
- Notagonum laglaizei (Maindron, 1908)
- Notagonum laticolle Baehr, 2010
- Notagonum lawsoni (Bates, 1874)
- Notagonum luzonense (Jedlicka, 1935)
- Notagonum macleayi (Sloane, 1910)
- Notagonum macrophthalmum Baehr, 2010
- Notagonum macrops (Louwerens, 1955)
- Notagonum malkini Darlington, 1952
- Notagonum margaritum Darlington, 1952
- Notagonum marginale Baehr, 2010
- Notagonum marginellum (Erichson, 1842)
- Notagonum moluccense Louwerens, 1956
- Notagonum mucidum (Jedlicka, 1934)
- Notagonum murrayense (Blackburn, 1890)
- Notagonum nigrellum Darlington, 1956
- Notagonum nigrinum Baehr, 2010
- Notagonum novaeguineae (Maindron, 1908)
- Notagonum oxypterum Louwerens, 1955
- Notagonum paludum Darlington, 1952
- Notagonum parvicolle Baehr, 2010
- Notagonum pereus (Jedlicka, 1934)
- Notagonum piceum Louwerens, 1962
- Notagonum pleurale (Jordan, 1894)
- Notagonum quadruum Darlington, 1971
- Notagonum reversior Darlington, 1952
- Notagonum reversum Darlington, 1952
- Notagonum rugifoveatum Louwerens, 1955
- Notagonum schuelei Baehr, 2010
- Notagonum sectum Darlington, 1971
- Notagonum sigi Darlington, 1952
- Notagonum sinuum Darlington, 1952
- Notagonum skalei Baehr, 2010
- Notagonum spinulum Darlington, 1952
- Notagonum subangulum Darlington, 1952
- Notagonum subimpressum Darlington, 1952
- Notagonum submetallicum (White, 1846)
- Notagonum subnigrum Darlington, 1952
- Notagonum subpunctum Darlington, 1952
- Notagonum subrufum Darlington, 1952
- Notagonum subspinulum Darlington, 1952
- Notagonum ullrichi Baehr, 2010
- Notagonum undatum (Andrewes, 1937)
- Notagonum vaporum Darlington, 1952
- Notagonum vile Darlington, 1952
- Notagonum weigeli Baehr, 2007